# 三石千尋
三石 千尋（みついし ちひろ、1941年1月2日 - 2005年9月21日）は、スタントマン。

## 人物
満州出身。第二次世界大戦後に日本へ引き揚げる。
日本のカースタントの草分け的存在。自らのチームである「マイクスタントマンチーム」を率いて、数多くのテレビ・映画で活躍した。
2005年9月21日、肝不全のために死去した。64歳。

## 参加作品
- 映画
  - 野良猫ロック ワイルドジャンボ（1970年、日活）
  - 反逆の報酬（1973年、東宝）
  - ゴキブリ刑事（1973年、東宝）
  - ザ・ゴキブリ（1973年、東宝）
  - ノストラダムスの大予言（1974年、東宝）
  - ピンクレディーの活動大写真（1978年、東宝）
  - 太陽を盗んだ男（1979年、東宝）
  - スーパーGUNレディ ワニ分署（1979年、日活）
  - 月光仮面 THE MOON MASK RIDER（1981年、東映）
  - ヨコハマBJブルース（1981年、東映）
  - 化石の荒野（1982年、東映）
  - この愛の物語（1987年、松竹）
  - ロボフレンド（1987年、キャノン・フィルムズ）
  - ころがし涼太 激突!モンスターバス（1988年、日活）
- ドラマ
  - 七人の刑事
  - ターゲットメン
  - 太陽にほえろ!
  - 大空港
  - 大都会 PARTII
  - 大都会 PARTIII
  - 西部警察シリーズ
  - ゴリラ・警視庁捜査第8班
  - 探偵物語

## その他
- スタントマンのアクション「タネ明かし」運転術（1983年、講談社刊）